# Saliamonas Banaitis

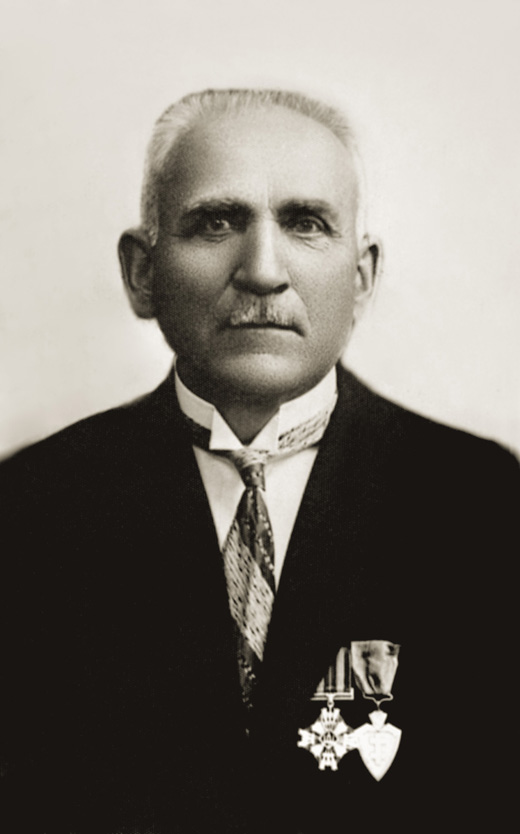
Saliamonas Banaitis

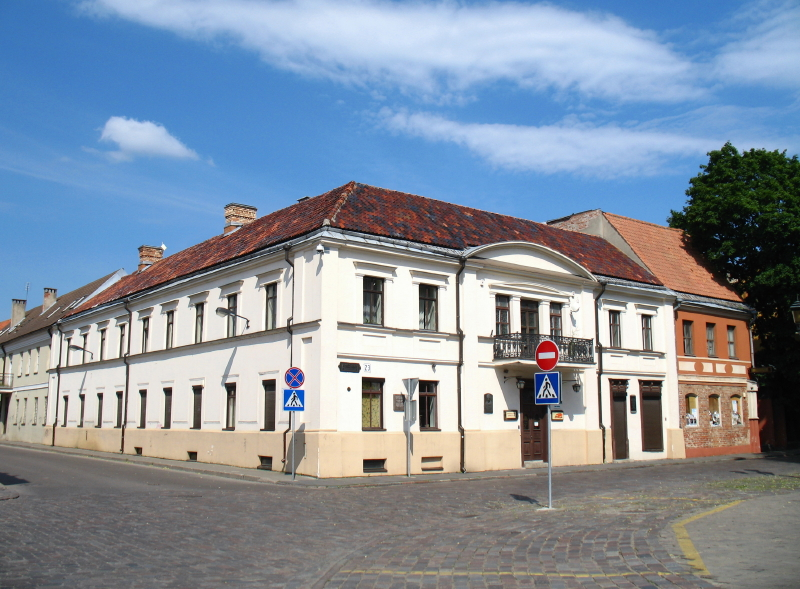
Ehemalige Druckerei (Banaičio spaustuvė)

Saliamonas Banaitis (* 15. Juli 1866 in Vaitiekupiai (jetzt Rajongemeinde Šakiai), Wolost Sintautai, Russisches Kaiserreich; † 4. Mai 1933 in Kaunas) war ein litauischer Politiker, Drucker und Verleger.

## Leben
Er wuchs in der Familie des Bauern auf. Ab 1880 lernte er am Gymnasium Marijampolė. Er absolvierte die Kurse der Buchhaltung und Kommerz in Petersburg. Ab 1902 lebte er in Litauen, ab 1904 in Kaunas. 1905 gründete er eigene Druckerei, die erste litauische in der Stadt nach dem Verbot des litauischen Drucks im damaligen Russland. Von 1905 bis 1914 druckte man  1,3 Mio. Exemplare der Bücher und 1,7 Mio. Exemplare der Zeitungsnummern.
Dezember 1905 nahm er am Didysis Vilniaus Seimas teil.
1917 wurde er in der Konferenz Vilnius zum Mitglied im Lietuvos Taryba ausgewählt.
1918 war er Mitgründer und Vorstandsmitglied der Bank Lietuvos prekybos ir pramonės bankas, ab 1919 Leiter des Bezirks Šakiai.  1919 gründete er den Bund Lietuvos žemdirbių sąjunga.
Ab 1920 lebte er in Kaunas und war Leiter von Bahnhof Kaunas. Ab 1926 studierte er Rechtswissenschaft an der Rechtsfakultät der Lietuvos universitetas.
Sein Grab befindet sich im Friedhof Petrašiūnai.
1997 wurde eine Straße in  Romainiai nach S. Banaitis umbenannt.